# Erik Sparre af Sundby
Erik Sparre af Sundby (ur. 15 lipca 1665, zm. 4 sierpnia 1726 w Sztokholmie) szwedzki polityk i dyplomata.
W roku 1719 został wysłany jako ambasador do Wiednia, a w 1720 do Paryża. jako ambasador Szwecji w Paryżu zawarł bardzo korzystny traktat subsydialny. Francja inwestując finansowo w aranżowanie sytuacji politycznej w Sztokholmie usiłowała przekształcić ja w swą klientkę.